# Walbridge
Walbridge – wieś w Stanach Zjednoczonych, w stanie Ohio, w hrabstwie Wood.